# Clark County, Kansas
Clark County är ett administrativt område i delstaten Kansas, USA. År 2010 hade countyt 2 215 invånare. Den administrativa huvudorten (county seat) är Ashland.

## Geografi
Enligt United States Census Bureau har countyt en total area på 2 531 km². 2 524 km² av den arean är land och 7 km² är vatten.

### Angränsande countyn
- Ford County - nord
- Kiowa County - nordost
- Comanche County - öst
- Harper County, Oklahoma - sydost
- Beaver County, Oklahoma - sydväst
- Meade County - väst